# Boj
Boj (románul: Boiu) falu Romániában, Erdélyben, Hunyad megyében.

## Fekvése
Az Erdélyi-érchegységben, Szászvárostól északnyugatra, Nagyrápolttól északkeletre, Csigmó és Folt között fekvő település.

## Története
A falu nevét 1418-ban említette először oklevél villa volahalis Boaan, Boan, Boamfalua alakban.
1808-ban Bun, Bundorf, 1861-ben Bunn, 1913-ban Boj néven írták.
A trianoni békeszerződés előtt Hunyad vármegye Algyógyi járásához tartozott.
1910-ben 598 lakosából 594 fő román 4 pedig magyar volt. A népességből 594 fő görögkeleti ortodox vallású volt.
A 2002-es népszámláláskor 197 lakosa közül 193 fő (98,0%) román, 4 (2%) cigány volt.

## Képek

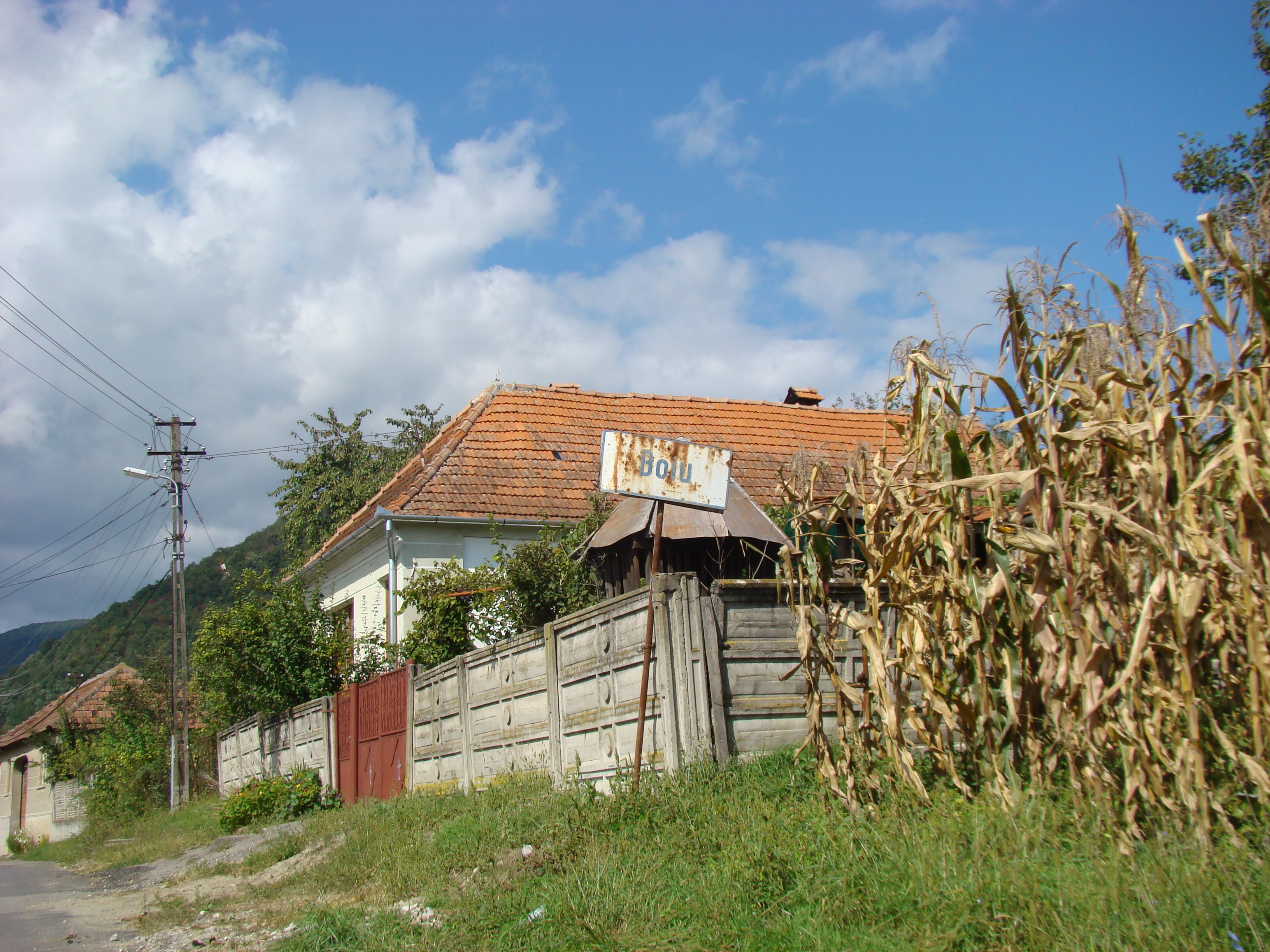
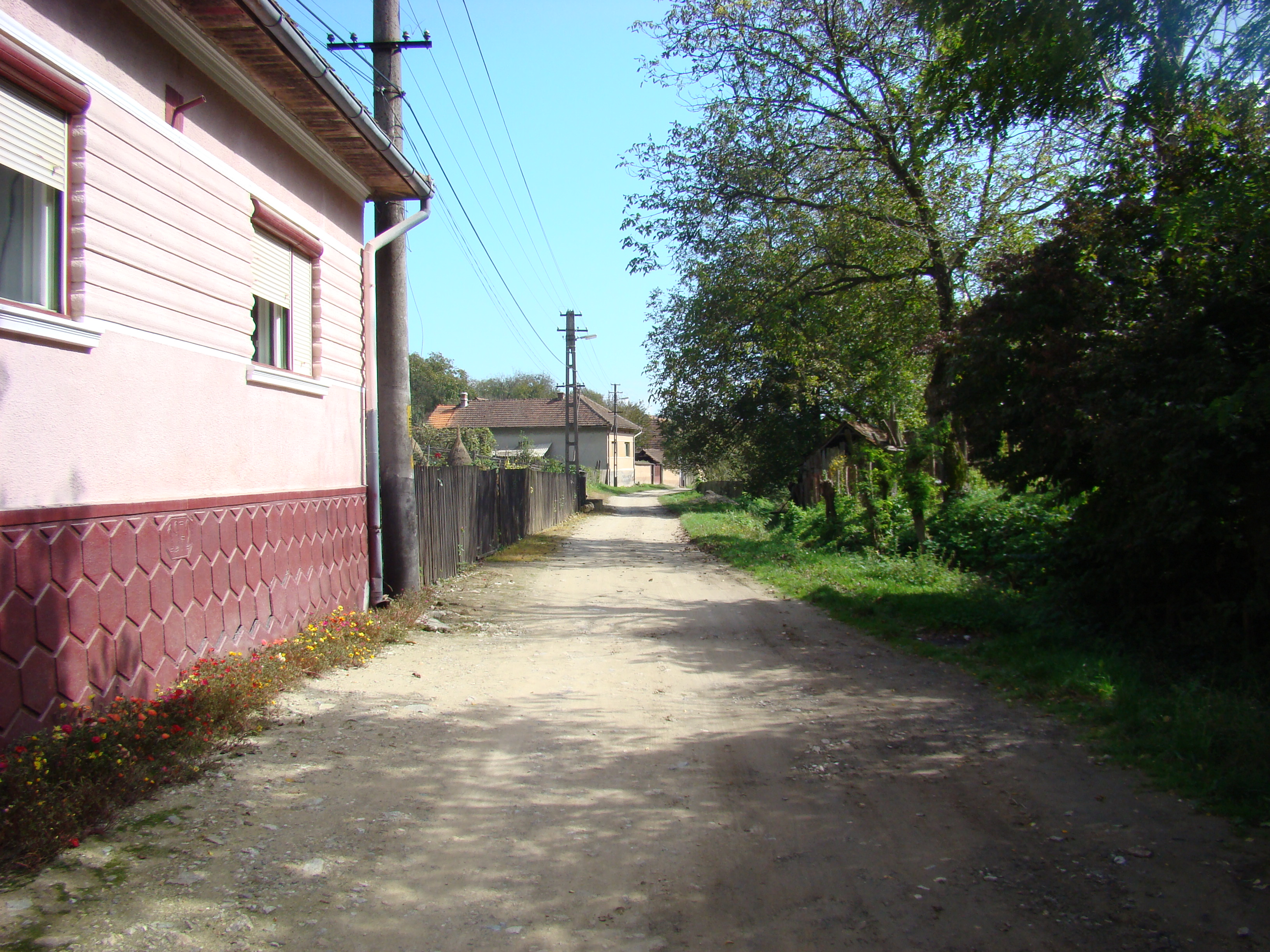
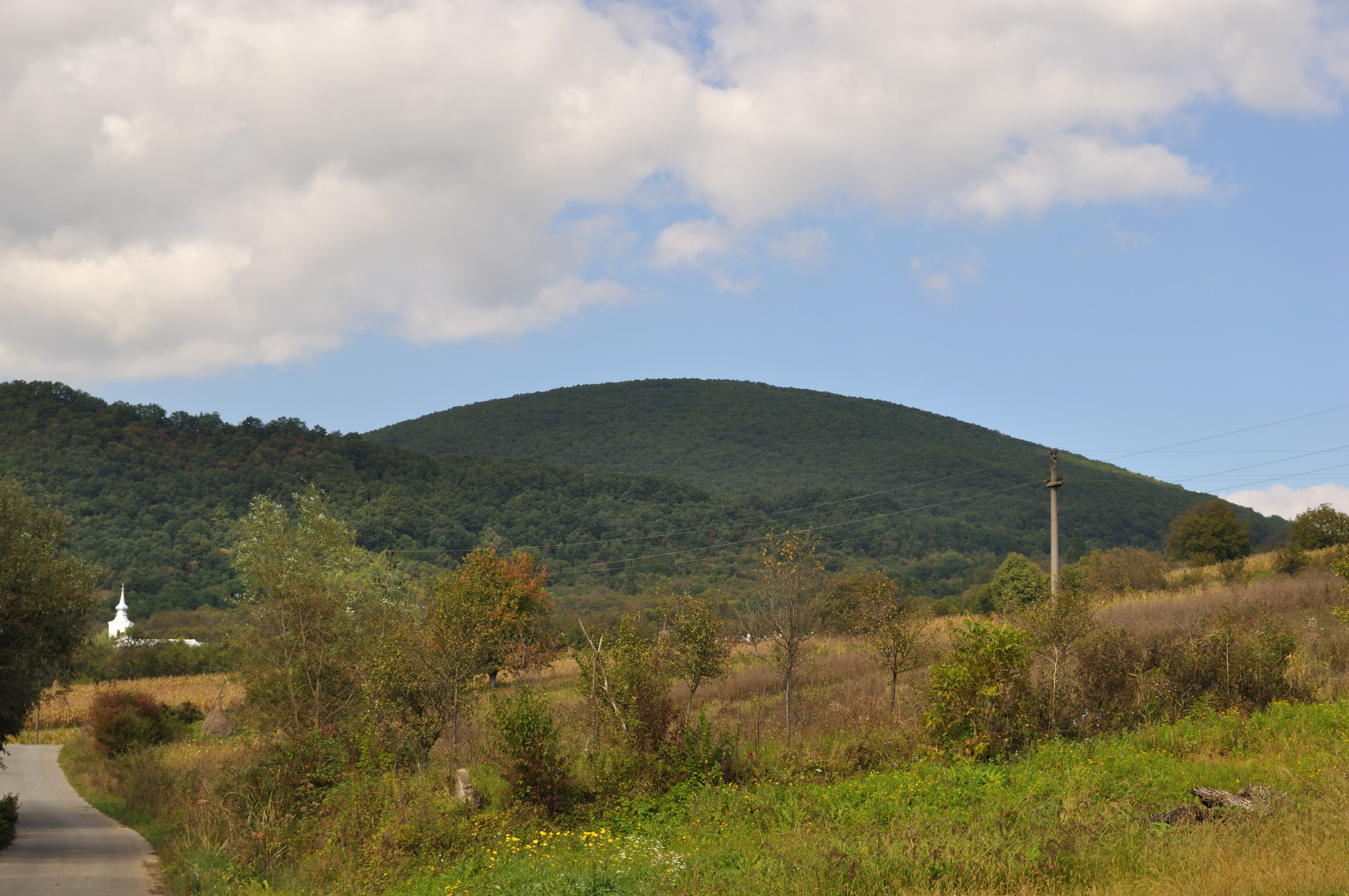